# ماریا والیزر
ماریا والیزر (آلمانی: Maria Walliser؛ زادهٔ ۲۷ مه ۱۹۶۳) ورزشکار اسکی آلپاین اهل سوئیس بود.
وی در مسابقات کشوری و بین‌المللی در مجموع برندهٔ ۳ مدال طلا، ۱ مدال نقره، ۳ مدال برنز شده‌است.